# Manuel Charr
Manuel Charr, właśc. Mahmud Omeirat Al-Charr (ur. 10 października 1984 w Bejrucie) – syryjski pięściarz wagi ciężkiej, były mistrz świata WBA Regular.
Urodził się w Bejrucie w Libanie, jego ojcem był Syryjczyk, a matką Libanka. Jego ojciec zginął w 1986 roku, podczas wojny domowej. W 1989 roku Charr wraz z matką i rodzeństwem wyjechał do Niemiec. Dorastał i nauczył się języka niemieckiego w Gelsenkirchen. Posiada obywatelstwo syryjskie, lecz walczy na niemieckiej licencji pięściarskiej i ubiega się o obywatelstwo Niemiec.

## Kariera zawodowa
Uprawiał początkowo boks tajski. W 2005 roku rozpoczął karierę zawodowego boksera. Rozwijała się ona powoli, gdyż jako nielegalny imigrant miał problemy prawne z uzyskaniem pozwolenia na pracę, co było przyczyną zawieszenia przez niego startów pomiędzy 2006 a 2008 rokiem. 8 września 2012 roku, będąc niepokonanym we wcześniejszych 21 walkach, stanął do pojedynku o mistrzostwo świata wagi ciężkiej WBC z Witalijem Kłyczko. Przegrał z nim w czwartej rundzie przez techniczny nokaut. Bezpośrednią przyczyną przerwania walki było rozcięcie na prawym łuku brwiowym Charra. Drugą porażkę w zawodowej karierze poniósł 30 maja 2014, kiedy został pokonany przez Aleksandra Powietkina w wyniku nokautu w siódmej rundzie.
24 października 2014 w Moskwie wygrał przed czasem  z Michaelem Grantem w piątej rundzie.
10 kwietnia 2015 na moskiewskiej gali przegrał na punkty z Francuzem Johannem Duhaupas (32-2, 20 KO), stosunkiem głosów dwa do remisu 95:95,  93:98 i 93:98.
22 maja 2015 w Moskwie wygrał jednogłośnie na punkty 98:94, 100:90 i 97:92 z Australijczykiem Alexem Leapaiem (30-7-3, 24 KO).
W nocy z 1 na 2 września 2015 pięściarz został postrzelony w okolice brzucha w barze w niemieckim Essen. Po przyjeździe do szpitala Charr przeszedł operację.
22 sierpnia 2015 na gali w Groznym, został znokautowany w końcówce piątej rundy przez Łotysza Mairisa Briedisa (16-0, 13 KO).
4 czerwca 2016 w Kassel pokonał przez techniczny nokaut w siódmej rundzie Białorusina Andrieja Mazanika (12-8, 9 KO).
25 listopada 2017 roku w Oberhausen pokonał na punkty w walce o pas WBA Regular Rosjanina Aleksandra Ustinowa (34-1, 25 KO). Sędziowie punktowali 115-111, 116-111, 115-112 na jego korzyść.
7 grudnia 2024 roku na gali w Sofii przegrał jednogłośnie na punkty z Kubratem Pulewem (32-3, 14 KO), tracąc na jego rzecz pas WBA Regular.